# Finkenbach-Gersweiler

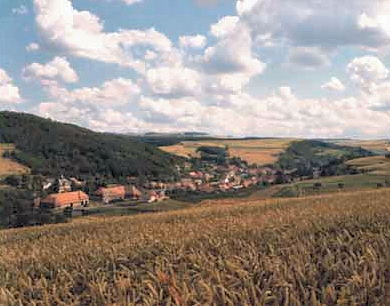
Finkenbach-Gersweiler

Finkenbach-Gersweiler ist eine Ortsgemeinde im Donnersbergkreis in Rheinland-Pfalz. Sie gehört der Verbandsgemeinde Nordpfälzer Land an, die ihren Verwaltungssitz in der Stadt Rockenhausen und eine zusätzliche Verwaltungsstelle in Alsenz hat.

## Geographie

### Lage
Die Gemeinde Finkenbach-Gersweiler befindet sich im Westen des Donnersbergkreises. Die Talsenke wird von den Höhen des Nordpfälzer Berglandes umschlossen. Die Ortslage wird von Mischwäldern, bedeckten Bergen, Ackerland, Wiesen und Streuobstflächen beherrscht. Die Ortsgemeinde besteht aus Finkenbach im Südosten und Gersweiler im Nordwesten. Baulich sind beide Orte inzwischen zusammengewachsen, sodass eine räumliche Trennung mittlerweile nicht mehr möglich ist. Zur Gemeinde gehören die Wohnplätze Bergmühle und Zollstation. Nachbargemeinden sind – im Uhrzeigersinn – Unkenbach, Schiersfeld, Ransweiler, Waldgrehweiler, Schmittweiler und Callbach.

### Gewässer
Finkenbach-Gersweiler liegt im mittleren Tal der Moschel, die das zentrale Fließgewässer darstellt. Vor Ort nimmt sie nacheinander jeweils von links den Finkenbach, den Mordwiesenbach, den Steckenbach und den Lämmerbach auf.

## Geschichte

### Geschichte bis zur Vereinigung
Gersweiler wurde im Jahr 1190 erstmals erwähnt, Finkenbach am 25. Februar 1236. Beide Orte sind fränkische Gründungen der Aufbauzeit des sechsten bis siebten Jahrhunderts und gehörten überwiegend denselben historischen Territorien an. Im Frühmittelalter gehörten die Orte zum Nahegau, später zum Stammesherzogtum Franken. Von 1304 bis 1602 waren sie Teil der freien Reichsherrschaft Hohenfels-Reipoltskirchen. Neben mehreren Gerichtssitzen besaß die, ringsum von kurpfälzischem und veldenzischem Hoheitsgebiet umgebene reipoltskirchische Enklave bereits um 1300 Marktrechte. Dass Finkenbach kirchlich bereits im frühen Mittelalter eine bedeutende Rolle spielte, zeigt der wuchtige Trutzbau der 1304 erstmals erwähnten ehemaligen Wehrkirche. 1409 wurde diese Wallfahrtskirche für Quatembermessen.
Nach dem Aussterben der Dynastie Reipoltskirchen im Jahr 1602 erbte die Tochter des Grafen Johann III. von Dhaun-Falkenstein die Orte. Bereits 1603 fielen Finkenbach und Gersweiler durch Testament an die Grafen Johann Casimir und Steino von Löwenhaupt. Auf diese Weise wurde die Hälfte, ein anderes Mal ein Viertel der Gemarkung verkauft oder vererbt. Nach mehrfachem Besitzerwechsel befanden sich beide Dörfer ab dem Jahre 1777 im gemeinschaftlichen Besitz der Fürstin Karoline von Isenburg einerseits und der Grafen von Hillesheim andererseits. Der letzte Graf von Hillesheim starb 1785 und sein Teil an den Dörfern fiel an seine beiden Schwestern. Gegen Ende der Feudalzeit regierten drei Frauen gemeinsam die Herrschaft Reipoltskirchen, zu der Finkenbach und Gersweiler gehörten. In Reminiszenz an die ehemaligen Ortsherren von Isenburg werden die Bewohner als „Isenburger“ bezeichnet. Nach der Eroberung durch französische Revolutionstruppen 1792, erfolgte 1797 der faktische Anschluss der Pfalz an Frankreich.

### Finkenbach-Gersweiler

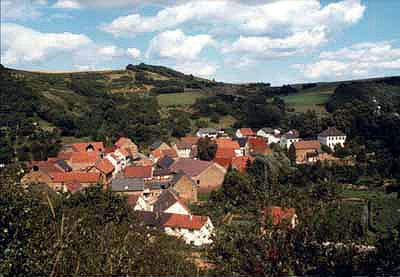
Ortsteil Finkenbach

1798 wurden Finkenbach und Gersweiler zu einer Gemeinde vereinigt und Bestandteil des Kantons Rockenhausen im „Département du Mont-Tonnerre“ (Departement Donnersberg) und ab 1800 auch des „Arrondissements Kaiserslautern“. Der Rückzug der Franzosen hatte zunächst die gemeinsame Verwaltung der Pfalz durch Österreich und Bayern (1814–1816) und danach gemäß dem Wiener Kongress ihre Angliederung an das Königreich Bayern zur Folge. 1818 wurde Finkenbach und Gersweiler – so die damalige Bezeichnung – dem Landkommissariat Kirchheimbolanden im Rheinkreis zugeordnet, aus dem das gleichnamige Bezirksamt hervorging. 1900 fiel Finkenbach-Gersweiler an das neuentstandenen Bezirksamt Rockenhausen, welches 1939 in Landkreis Rockenhausen umbenannt wurde.
Nach dem Zweiten Weltkrieg war Finkenbach-Gersweiler Teil der französischen Besatzungszone und wurde in das 1946 neu gebildete Land Rheinland-Pfalz eingegliedert.
Im Rahmen der ersten rheinland-pfälzischen Verwaltungsreform wurden 1969 die meisten Gemeinden der beiden Landkreise Rockenhausen und Kirchheimbolanden zum Donnersbergkreis zusammengelegt. Nach Auflösung der seit 1802 bestehenden Bürgermeisterei Bisterschied kam Finkenbach-Gersweiler 1972 zur Verbandsgemeinde Alsenz-Obermoschel. Seit 2020 ist Finkenbach-Gersweiler Bestandteil der Verbandsgemeinde Nordpfälzer Land. Auf diese Weise wechselte die Ortsgemeinde insgesamt dreizehn Mal die Herrschaft beziehungsweise die Verwaltungszugehörigkeit. 

## Bevölkerung

### Einwohnerentwicklung
1961 hatte Finkenbach-Gersweiler insgesamt 569 Einwohner. Seither ist ein deutlicher Rückgang zu verzeichnen. In den 2010er Jahren sank die Zahl auf unter 300.

### Religion
Die Katholiken gehören zum Bistum Speyer und unterstehen dort dem Dekanat Donnersberg, die Evangelischen zur Protestantischen Landeskirche der Pfalz.

## Politik

### Ortsbürgermeister
Eva Schlemmer ist seit 2019 Ortsbürgermeisterin von Finkenbach-Gersweiler.
Der Vorgänger war Roland Peukert. Davor hatte bis 2014 Willi Becker dieses Amt inne.

### Wappen
| Wappen von Finkenbach-Gersweiler | Blasonierung: „Gespalten von Silber und Grün; rechts Madonna in rotem Gewand und blauem Mantel, auf dem linken Arm das Kind, beide golden nimbiert, links in dem mit goldenen Schindeln bestreuten Feld ein silberner Fink, golden bewehrt.“ |
| Wappen von Finkenbach-Gersweiler | |

## Kultur

### Bauwerke
Kulturdenkmäler

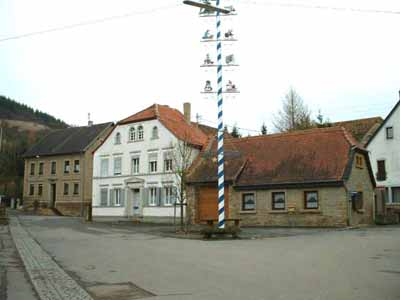
Denkmalzone Ortskern

Der Ortskern von Finkenbach mit dem Lindenplatz ist als Denkmalzone ausgewiesen. Dessen Ortsbild prägen Bauerngehöfte und kleine Taglöhnerhäuser aus der Zeit zwischen 1750 und 1900.
Zu den Einzelobjekten, die unter Denkmalschutz stehen, gehört sowie die Sandsteinvilla des ehemaligen Steinbruchbesitzers Werrmann von 1908 und das Pfarrhaus von 1830 mit angrenzendem Pfarrhof. Am Ortsrand von Gersweiler befindet sich die schlossartige Dreiflügelanlage des Viktoriastiftes. Markantestes Bauwerk der Gemeinde ist die historische Wehrkirche von Finkenbach mit ihren spätgotischen Wandmalereien der Passion Christi und der Stumm-Orgel.
sonstige Bauwerke
Zudem existiert vor Ort die Turnhalle von 1925. Als Fachwerkbauten sind lediglich zwei Anwesen erhalten geblieben.

### Natur
Im Gemeindegebiet befinden sich zwei Naturdenkmale.

### Regelmäßige Veranstaltungen

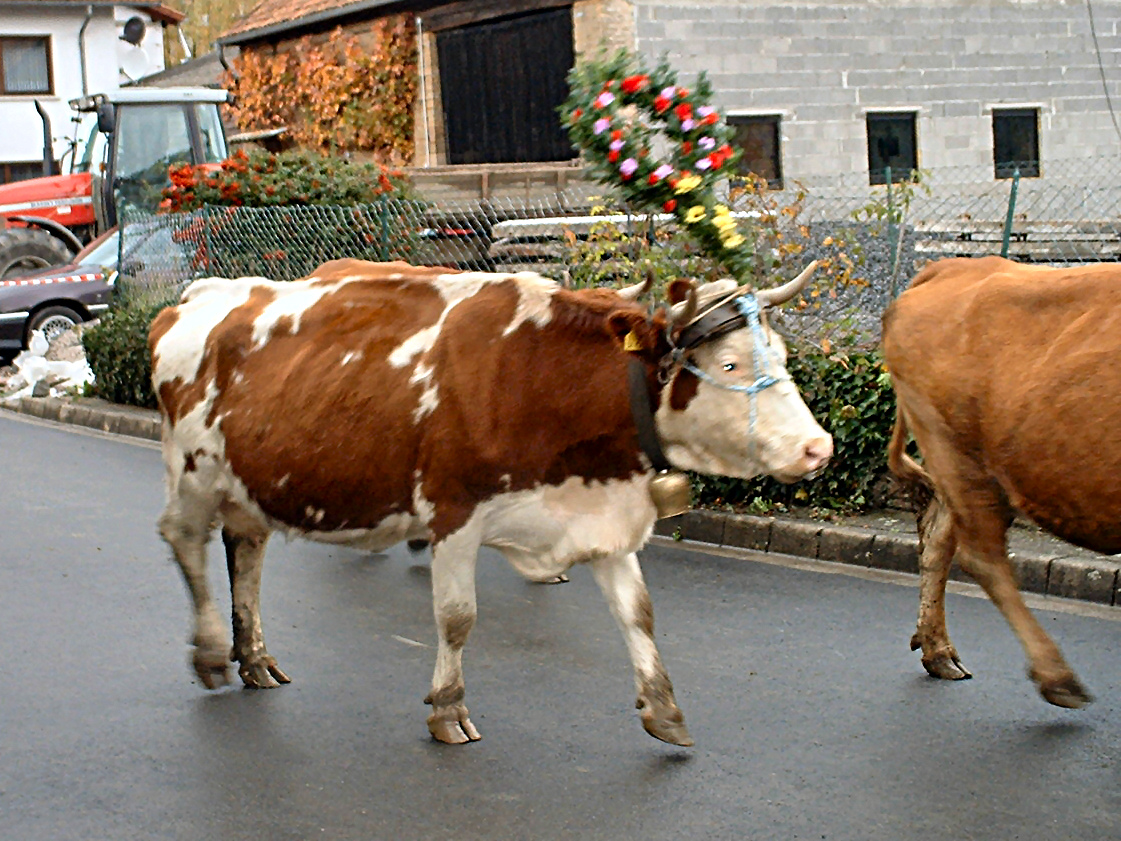
Weideabtriebsfest

Die traditionelle Kerwe am ersten Wochenende im September ist das bedeutendste Dorffest. Das Rinderschlachtfest sowie das Erntedankfest des örtlichen Gesangvereins sind ebenso regelmäßige Veranstaltungen. Turnusgemäß findet ein Dorffest in der Lindenstraße statt. Die Kirchengemeinde veranstaltet in Zusammenarbeit mit Vereinen und Gemeinde einen Laternenumzug, eine Altenfeier sowie Adventskonzerte.
Der TuS Finkenbach-Waldgrehweiler veranstaltet eine Nikolausfeier, eine Kinderfastnacht und den Kerwetanz. Die Gemeinde richtet einen Lumpenball am Fastnachtdienstag aus. Darüber hinaus findet am letzten Samstag im Oktober das sogenannte „Weideabtriebsfest“ statt. Zudem veranstaltet die Freiwillige Feuerwehr Finkenbach zweimal im Jahr, am ersten Samstag im Januar und an Ostersonntag, in der Turnhalle eine Plattenparty.

## Wirtschaft und Infrastruktur

### Wirtschaft

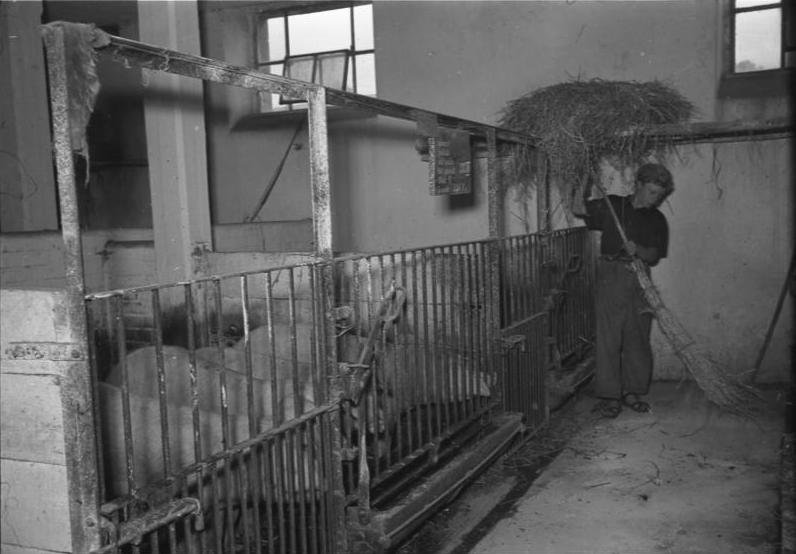
Schweinehaltung vor Ort im Jahr 1951

Der bereits 1384 belegte Weinbau kam in den 1970er-Jahren zum Erliegen. Ebenso ist lediglich ein Vollerwerbslandwirt übrig geblieben.

### Verkehr
Mitten durch die Gemeinde verläuft die Landesstraße 379, die sie mit Dörrmoschel und Bad Münster am Stein-Ebernburg verbindet.
Der Nahverkehr war ab 2000 im Westpfalz-Verkehrsverbund (WVV) organisiert, der seit Sommer 2006 vollständig in den Verkehrsverbund Rhein-Neckar (VRN) integriert ist. In Rockenhausen befindet sich ein Bahnhof der Alsenztalbahn. Zu diesem führt von Finkenbach-Gersweiler aus die von Behles Bus betriebene Buslinie 913, die in nördlicher Richtung bis nach Schiersfeld verläuft.

## Persönlichkeiten

### Söhne und Töchter der Gemeinde
- Heinrich Lieser (1891–1959), Unternehmer und Mäzen

### Personen, die vor Ort gewirkt haben
- Konrad Schredelseker (1774–1840), Dorfschullehrer und Landvermesser, entwarf 1804 eine Gemarkungskarte von Finkenbach-Gersweiler
- Christian Mannweiler, 1792/93 Mitglied des Rheinisch-Deutschen Nationalkonvents